# Borivske (Járkov)
Borivske (en ucraniano: Борівське; en ruso: Боровское, romanizado: Boróvskoye) es un pueblo ucraniano perteneciente al óblast de Járkov. Situado en el noreste del país, forma parte del raión de Kúpiansk y parte del municipio (hromada) de Shevchenkove.  

## Historia
Borivske se fundó en 1920 con el nombre de Stepovi (en ucraniano: Степовий). En 1940 el asentamiento recibió su nombre actual.
Hasta el 18 de julio de 2020, Borivske fue parte del raión de Shevchenkove. El raión se abolió en julio de 2020 como parte de la reforma administrativa de Ucrania, que redujo el número de rayones del óblast de Járkov a siete. El área del raión de Shevchenkove se fusionó con raión de Kupiansk.

## Demografía
Según el censo de 2001, Borivske tenía 923 habitantes.

## Infraestructura

### Transporte
La carretera P-07 discurre a 1 km del pueblo y la estación de tren de Groza se encuentra a 3,5 km.